# Cerfontaine Airport
Cerfontaine Airport är en flygplats i Belgien.   Den ligger i provinsen Hainaut och regionen Vallonien, i den södra delen av landet, 80 km söder om huvudstaden Bryssel. Cerfontaine Airport ligger 290 meter över havet. Arean är 60 kvadratkilometer.
Terrängen runt Cerfontaine Airport är huvudsakligen platt. Cerfontaine Airport ligger uppe på en höjd. Närmaste större samhälle är Walcourt, 11,8 km norr om Cerfontaine Airport. 
Omgivningarna runt Cerfontaine Airport är en mosaik av jordbruksmark och naturlig växtlighet. Runt Cerfontaine Airport är det ganska tätbefolkat, med 56 invånare per kvadratkilometer.